# Sphegigaster hypocyrta
Sphegigaster hypocyrta är en stekelart som beskrevs av Huang 1990. Sphegigaster hypocyrta ingår i släktet Sphegigaster och familjen puppglanssteklar. Inga underarter finns listade i Catalogue of Life.